# Portable Draughts Notation
Portable Draughts Notation (.pdn) — формат файлов, характерных для шашечных программ. В основе формата файла .pdn лежит Portable Game Notation, формат файла для сохранения шахматных партий. Формат .PDN используется для записи шашечных партий, анализа позиций. Существуют также другие форматы записи, например .dam в голландской шашечной программе Dam.

## Примеры .pdn-файлов
```
[Event "itsyourturn.com USA vs. World 8/04"]
[Site ""]
[Date "2004.08.23"]
[Round "1"]
[Black "Lindus Edwards"]
[White "Anthony Perez"]
[Result "1/2-1/2"]

1. 11-15 23-18 2. 8-11 26-23 {Crescent Cross} 3. 10-14 30-26 4. 6-10 24-19 5.
15-24 27-20* {28-19 loses PP} 6. 4-8 {the popular book line is 12-16 28-24 4-8
22-17* 8-12 32-28* = same} 32-27 {Perez' cook; 28-24 apparently goes to the
previous note} 7. 12-16 {seems to be the only move with any strength} 27-24 8.
8-12 22-17 {returning to the book line mentioned earlier} 9. 10-15 17-10 10.
7-14 26-22* 1/2-1/2 {a very popular position} 1/2-1/2
```

```
[Event "The Royal Tour"]
[Site ""]
[Date "??"]
[Round "1"]
[Black "a"]
[White "b"]
[Result "1-0"]
[Setup "1"]
[FEN "W:W27,19,18,11,7,6,5:B28,26,25,20,17,10,9,4,3,2."]

{27-24 Beginning a spectacular shot in which White pitches (almost) all his men
} 1. 19-15 10x19 2. 5-1 3x10 3. 11-8 4x11 4. 27-24 20x27 5. 18-14 9x18 6. 1-5
2x9 {2-9 and now the coup de grace that inspired the name of this problem...}
7. 5x32 {5-32 (Several different jumping sequences are possible, for example 5
x 14 x 7 x 16 x 23 x 14 x 21 x 30 x 23 x 32) White Wins. As an interesting side
note, this nine-piece jump is the theoretical maximum number of pieces it is
possible to jump in a single turn in checkers (try setting up a 10-piece jump -
the board lacks sufficient space!)} 1-0
```

```
[Event "WK 2003"]
[Site "Zwartewaterland, Netherlands"]
[Round "1"]
[Date "2003.05.23"]
[White "Ndjofang, J.M."]
[Black "Heusdens, R."]
[Result "1/2-1/2"]
[GameType "20"]

1. 32-28 17-22 2. 28x17 12x21 3. 31-26 7-12 4. 26x17 12x21 5. 36-31 19-23 6.
34-29 23x34 7. 39x30 20-24 8. 30x19 14x23 9. 37-32 21-27 10. 31x22 18x27 11.
32x21 16x27 12. 41-37 10-14 13. 46-41 11-17 14. 33-29 23x34 15. 40x29 6-11 16.
35-30 14-20 17. 45-40 20-24 18. 30x19 13x33 19. 38x29 5-10 20. 42-38 10-14 21.
44-39 8-12 22. 40-34 14-19 23. 50-44 2-7 24. 48-42 19-23 25. 29x18 12x23 26.
39-33 7-12 27. 33-28 23x32 28. 37x28 9-13 29. 44-39 3-9 30. 38-33 9-14 31.
34-30 17-21 32. 33-29 21-26 33. 43-38 1-7 34. 41-37 11-17 35. 39-34 7-11 36.
30-24 11-16 37. 34-30 27-31 38. 28-23 16-21 39. 30-25 12-18 40. 23x12 17x8
1/2-1/2
```

## Теги
Теги обозначаются квадратными скобками []. Они включают в себя разнообразную информацию
GameTypeОбозначение шашечных игр:
```
0     
Шахматы

1     
Китайские шахматы

2-19  Резерв для возможных будущих шахматных игр
20    
Международные шашки

21    
Английские шашки

22    
Итальянские шашки

23    Американский 
пул чекерс

24    
Испанские шашки

25    
Русские шашки

26    
Бразильские шашки

27    
Канадские шашки

28    
Португальские шашки

29    
Чешские шашки

30    
Турецкие шашки

31    
Тайские шашки

40    
Фризские шашки

41    
Шашки Спанцирети
 (80-клеточные)
42—49 Резерв для возможных будущих шашечных игр
50    Отелло (
Реверси
)
51—…  Резерв для возможных будущих игр
[
1
]
```

Eventназвание турнира или матча
Siteместо, где проводилась партия. Для обозначения стран используется трёхбуквенный код МОК
DateДата игры
RoundНомер тура в турнире, матче
WhiteИмя игрока, играющего белыми
BlackИмя игрока, играющий чёрными
ResultРезультат игры. Значения: «1-0» (белые выиграли), «0-1» (чёрные выиграли), «1/2-1/2» (ничья), или «*» (другое, например, если игра не закончена)
FENЗапись начальной позиции, если она отличалась от стандартной расстановки. Необходимо при записи части партии. Перед тегом FEN должен стоять тег Setup.
TurnОчерёдность первого хода, если запись ведётся не с начала партии, а с произвольной начальной позиции. Принимает значения B для черных, W для белых.
Color 1 и Color 2цвет поля доски
Kобозначение дамка (англ. king)
Square numberцифровое обозначение поля
Пример
```
[FEN "B:W18,24,27,28,K10,K15:B12,16,20,K22,K25,K29"]
```

```
[FEN "B:W18,19,21,23,24,26,29,30,31,32:B1,2,3,4,6,7,9,10,11,12"]
```

Комментарии включаются через «;» или «{» «}».